# 尚庄乡
尚庄乡，是中国河南省汝州市下辖的一个乡镇级行政单位。

## 行政区划
尚庄乡共辖以下地区：
米庙村、枣树庙村、安庄村、白庄村、郭林山庄村、一五张村、双郭楼村、曹庄村、金沟村、东关庙村、东黄庄村、大刘庄村、石槽王村、许庄村、郭营村、马窑村、尚庄村、于庄村、铁炉马村、白马村、焦岭村、榆圪垱庙村、九间窑村、风庙村、榆树陈村、王河盘村、潘庄村、于窑村、玉皇沟村。